# Serica sinuaticeps
Serica sinuaticeps är en skalbaggsart som beskrevs av Moser 1915. Serica sinuaticeps ingår i släktet Serica och familjen Melolonthidae. Inga underarter finns listade i Catalogue of Life.